# Сплюшка майотська
Сплюшка майотська (Otus mayottensis) — вид совоподібних птахів родини совових (Strigidae). Ендемік Майотти. Раніше вважався конспецифічним з мадагаскарською сплюшкою, однак був визнаний окремим видом.

## Опис
Довжина птаха становить 24 см, довжина крила 166-178 мм, довжина хвоста 80-87 мм, вага 120 г. Верхня частина тіла сірувато-коричнева, поцяткована темними смужками, потилиця плямиста, на плечах білі плями, які не формують помітної смуги. Махові пера темно-сірувато-коричневі, поцятковані світлими смугами. Хвіст сірувато-коричневий, смуги на ньому менш виражені. Лицевий диск сірувато-коричневий з малопомітними темними краями, над очима білуваті "брови". Горло білувате, поцятковане темними смугами. На голові короткі пістряві пір'яні "вуха". Нижня частина тіла коричнева, поцяткована білими і чорними смужками,  пера на ній мають чорні стрижні. Очі жовті, дзьоб світло-роговий, лапи оперені, пальці світло-сіро-коричневі, кігті темно-сіро-коричневі.

## Поширення і екологія
Майотські сплюшки є ендеміками острова Майотта в архіпелазі Коморських островів. Вони живуть в сухих і вологих тропічних лісах, в чагарникових заростях, на плантаціях, в парках і садах, на висоті до 650 м над рівнем моря. Живляться комахами і дрібними хребетними.